# Euhesma wowine
Euhesma wowine är en biart som beskrevs av Exley 2002. Euhesma wowine ingår i släktet Euhesma och familjen korttungebin. Inga underarter finns listade i Catalogue of Life.

## Bildgalleri

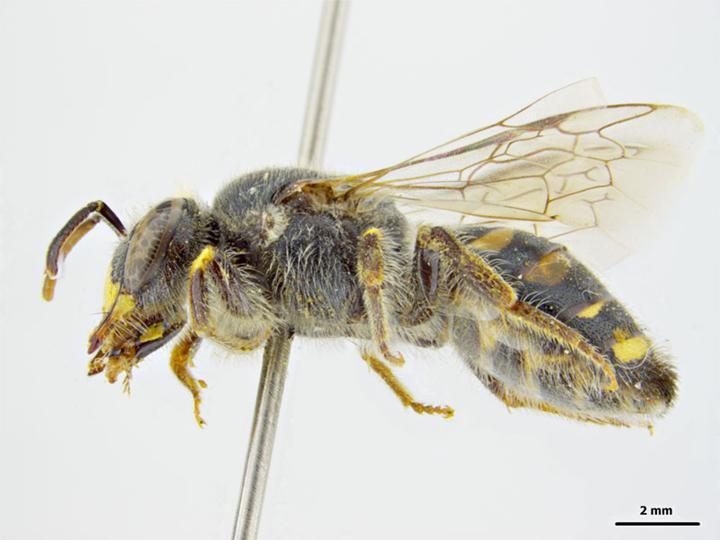
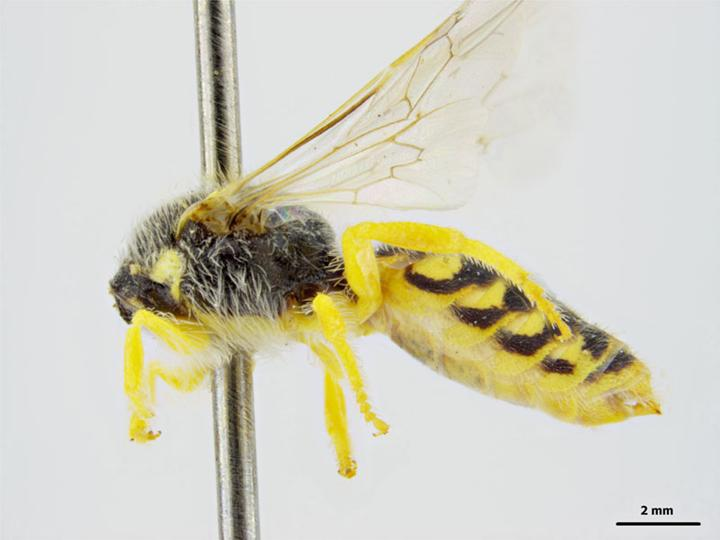